# Відділи Пакистану
Чотири провінції, столична територія та дві автономні території Пакистану поділені на 39 відділів, які своєю чергою поділяються на райони, техсіли, та, зрештою, союзні ради. Відділи було скасовано у 2000, та згодом відновлено у 2008.
До розділів не входять Федеральна столична територія та Федерально керовані племінні території, котрі знаходяться на одному рівні з провінціями, втім, у 2018, Федерально керовані племінні території було прийнято до складу провінції Хайбер-Пахтунхва, та їхню територію було розподілено по сусідніх розділах.

## Скасування
У серпні 2000 року внаслідок урядових реформ місцевого самоврядування, відділи було скасовано, та замість них було запроваджено систему місцевих рад самоврядування, перші вибори до яких було проведено у 2001. Після того було проведено значну реструктуризацію системи місцевого самоврядування з метою запровадити "принцип субсидіарності, аби всі дії, які може ефективно здійснювати місцева влада, здійснювались саме нею". Внаслідок цього багато функцій відділів та провінцій було передано районам і техсілам. Станом на момент скасування, відділів було 26 – п'ять у Сінді, шість у Белуджистані, сім у Хайбер-Пахтунхві та вісім у Пенджабі. Залишились три відділи Азад Кашміру, що підпорядковувались безпосередньо державі.

## Відновлення
У 2008, після виборів, новий уряд вирішив повернути відділи в усіх провінціях.
У Сінді після закінчення терміну повноважень органів місцевого самоврядування у 2010 році система дивізійних комісарів мала бути відновлена.
У липні 2011 року, після надмірного насильства в місті Карачі та політичного розколу між керівною ПНП і партією більшості в провінції Сінд — Рух Муттахіда Каумі, а також після відставки губернатора Сінду від РМК, ПНП і уряд Сінду вирішили відновити систему комісарів у провінції. Як наслідок, було відновлено п'ять округів Сінда, а саме: Карачі, Хайдарабад, Суккур, Мірпурхас і Ларкана з відповідними районами. Як згадувалося раніше, в Сінді з'явилися два нових округи — Бханбор і Шахід Беназірабад.
Район Карачі був розділений на 5 початкових складових районів, а саме: Східний Карачі, Західний Карачі, Центральний Карачі, Південний Карачі та Малір. Нещодавно Корангі було підвищено до статусу шостого району Карачі. Ці шість районів зараз утворюють відділ Карачі.

## Нинішні відділи
У наступних таблицях перелічені нинішні 33 відділів за провінціями, із їхнім населенням, а також 6 відділів підконтрольного Пакистану Азад Кашміру та Гілгіт-Балтистану.

Кольори відповідають відділам провінції Хайбер-Пахтунхва

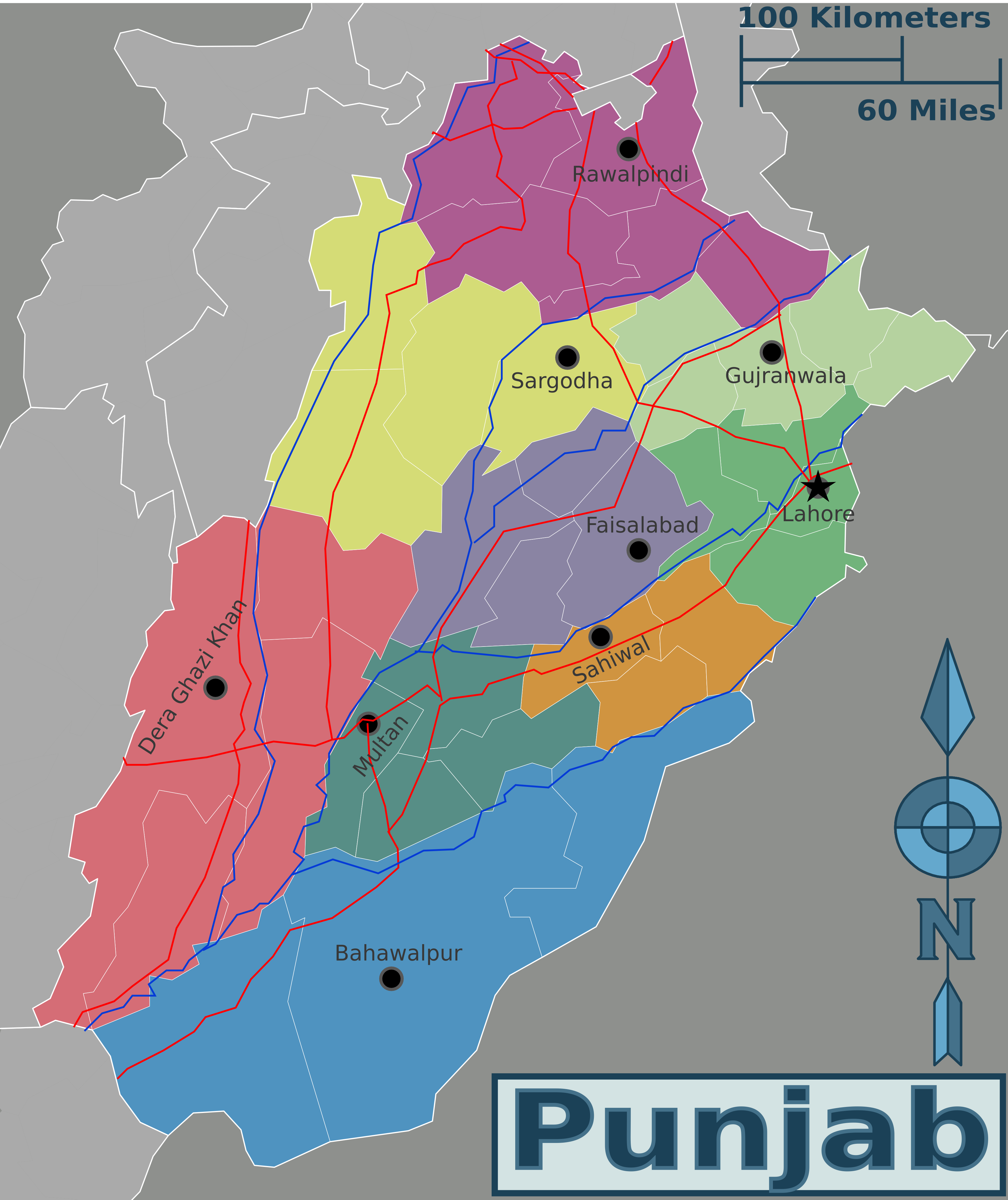
Відділи провінції Пенджаб

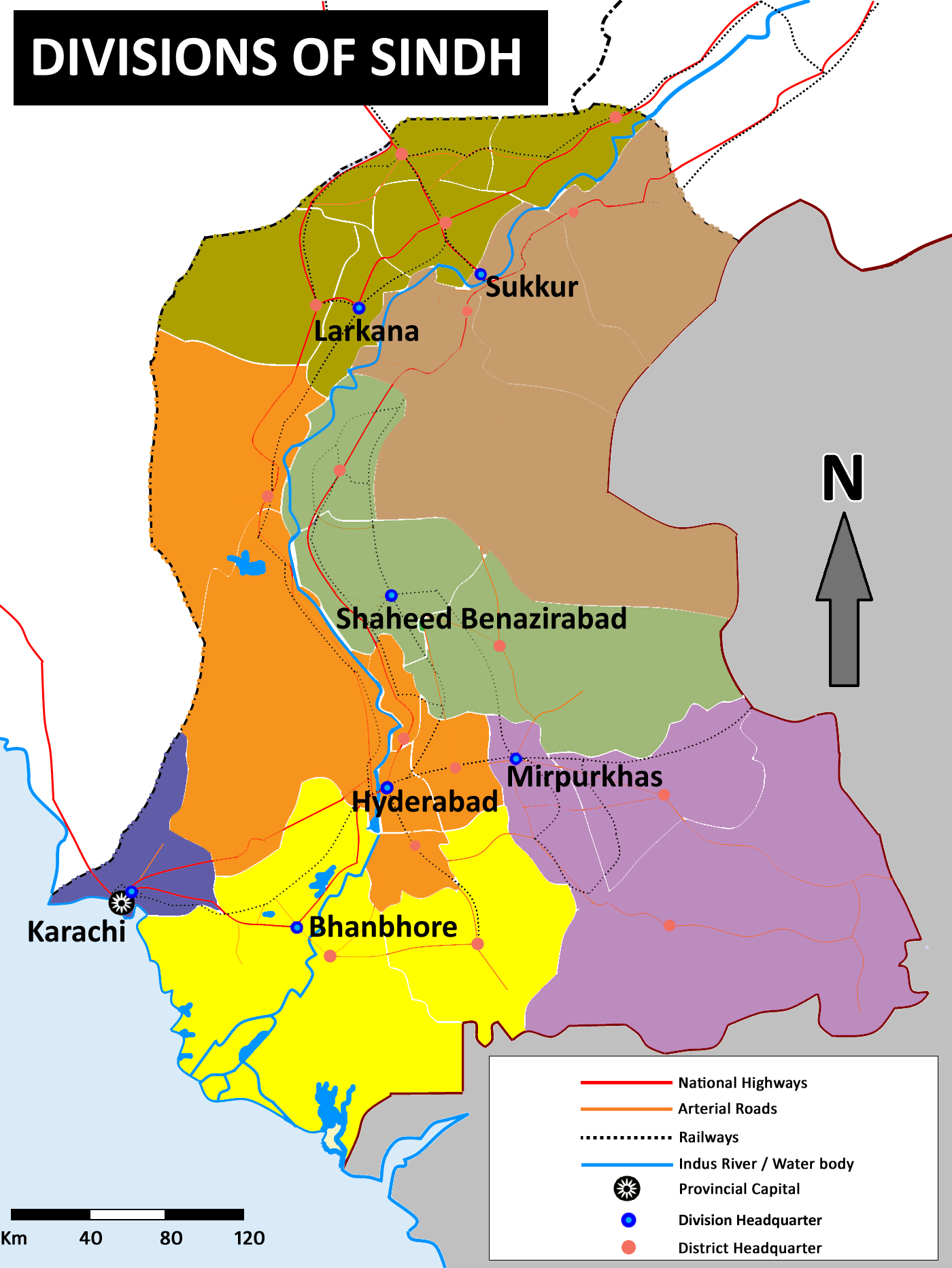
Сім відділів провінції Сінд

### Провінції
| Відділи Белуджистану     | Відділи Белуджистану | Відділи Белуджистану     | Відділи Белуджистану     | Відділи Белуджистану |
| Відділ                   | Територія (км2)      | Населення (перепис 1998) | Населення (перепис 2017) | Столиця              |
| ------------------------ | -------------------- | ------------------------ | ------------------------ | -------------------- |
| Калат                    | 140,612              | 1,443,727                | 2,509,230                | Хуздар               |
| Макран                   | 52,067               | 832,753                  | 1,489,015                | Турбат               |
| Насірабад                | 16,946               | 988,109                  | 1,591,144                | Дера Мурад Джамалі   |
| Кветта                   | 64,310               | 1,713,952                | 4,174,562                | Кветта               |
| Сібі                     | 27,055               | 630,901                  | 1,038,010                | Сібі                 |
| Жоб                      | 46,200               | 956,443                  | 1,542,447                | Жоб                  |
| Лоралай                  |                      |                          |                          | Лоралай              |
| Рахшан                   | 89,013               | 409,473                  | 737,162                  | Харан                |
| Відділи Хайбер-Пахтунхви |                      |                          |                          |                      |
| Відділ                   | Територія (км2)      | Населення (перепис 1998) | Населення (перепис 2017) | Столиця              |
| Банну                    | 4,391                | 1,165,692                | 2,044,074                | Банну                |
| Дера Ісмаїл Хан          | 9,005                | 1,091,211                | 2,019,017                | Дера Ісмаїл Хан      |
| Хазара                   | 17,194               | 3,505,581                | 5,325,121                | Абботтабад           |
| Кохат                    | 7,012                | 1,307,969                | 2,218,971                | Кохат                |
| Малаканд                 | 29,872               | 4,262,700                | 7,514,694                | Сайду-Шаріф          |
| Мардан                   | 3,046                | 2,486,904                | 3,997,677                | Мардан               |
| Пешавар                  | 4,001                | 3,923,588                | 7,403,817                | Пешавар              |
| Відділи Пенджабу         |                      |                          |                          |                      |
| Відділ                   | Територія (км2)      | Населення (перепис 1998) | Населення (перепис 2017) | Столиця              |
| Бахавалпур               | 45,588               | 7,635,591                | 11,464,031               | Бахавалпур           |
| Дера Газі Хан            | 38,778               | 6,503,590                | 11,014,398               | Дера Газі Хан        |
| Фейсалабад               | 17,917               | 9,885,685                | 14,177,081               | Фейсалабад           |
| Гуджранвала              | 17,206               | 11,431,058               | 16,123,984               | Гуджранвала          |
| Гуджрат                  | 8,232                | -                        | -                        | Гуджрат              |
| Лахор                    | 11,727               | 8,694,620                | 19,581,281               | Лахор                |
| Міанвалі                 | -                    | -                        | -                        | Міанвалі             |
| Мултан                   | 17,935               | 8,447,557                | 12,265,161               | Мултан               |
| Равалпінді               | 22,255               | 6,659,528                | 10,007,821               | Равалпінді           |
| Сахівал                  | 10,302               | 5,362,866                | 7,380,386                | Сахівал              |
| Саргодха                 | 26,360               | 5,679,766                | 8,181,499                | Саргодха             |
| Відділи Сінду            |                      |                          |                          |                      |
| Відділ                   | Територія (км2)      | Населення (перепис 1998) | Населення (перепис 2017) | Столиця              |
| Банбхор                  | 28,171               | 2,585,417                | 3,566,300                | Татта                |
| Гайдарабад               | 33,527               | 4,610,071                | 7,026,335                | Гайдарабад           |
| Карачі                   | 3,528                | 9,856,318                | 16,051,521               | Карачі               |
| Суккур                   | 24,505               | 3,447,935                | 5,538,555                | Суккур               |
| Ларкана                  |                      |                          |                          | Ларкана              |
| Мірпур Хас               | 28,171               | 2,585,417                | 4,228,683                | Мірпур Хас           |
| Шахід Беназірабад        | 18,175               | 3,510,036                | 5,282,277                | Навабшах             |

### Території
| Відділи Азад Кашміру      | Відділи Азад Кашміру | Відділи Азад Кашміру     | Відділи Азад Кашміру     | Відділи Азад Кашміру |
| Відділ                    | Територія (км2)      | Населення (перепис 1998) | Населення (перепис 2017) | Столиця              |
| ------------------------- | -------------------- | ------------------------ | ------------------------ | -------------------- |
| Мірпур                    | 4,388                | 1,198,249                | 1,651,018                | Мірпур               |
| Музаффарабад              | 6,117                | 745,733                  | 1,072,150                | Музаффарабад         |
| Пунч                      | 2,792                | 1,028,541                | 1,322,198                | Равалакот            |
| Відділи Гілгіт-Балтистану |                      |                          |                          |                      |
| Відділ                    | Територія (км2)      | Населення (перепис 1998) | Населення (перепис 2017) | Столиця              |
| Гілгіт                    | -                    |                          |                          | Гілгіт               |
| Балтистан                 | -                    |                          |                          | Скарду               |
| Діамер                    | -                    |                          |                          | Чілас                |

## Відділи за населенням
| Відділ                           | 2017       | 1998       | 1981      | Територія (км2) | Щільність/ (км2) (2017) | Столиця            | Провінція        |
| -------------------------------- | ---------- | ---------- | --------- | --------------- | ----------------------- | ------------------ | ---------------- |
| Азад Кашмір                      | 4,045,366  | 2,972,523  | 1,980,000 | 13,297          | 304.23                  | Музаффарабад       | Азад Кашмір      |
| Бахавалпур                       | 11,464,031 | 7,635,591  | 4,068,636 | 45,588          | 251.47                  | Бахавалпур         | Пенджаб          |
| Банну                            | 2,044,074  | 1,165,692  | 710,786   | 4,391           | 465.51                  | Банну              | Хайбер-Пахтунхва |
| Дера Газі Хан                    | 11,014,398 | 6,503,590  | 3,746,837 | 38,778          | 284.04                  | Дера Газі Хан      | Пенджаб          |
| Дера Ісмаїл Хан                  | 2,019,017  | 1,091,211  | 635,494   | 9,005           | 224.21                  | Дера Ісмаїл Хан    | Хайбер-Пахтунхва |
| Файсалабад                       | 14,177,081 | 9,885,685  | 6,667,425 | 17,917          | 791.26                  | Файсалабад         | Пенджаб          |
| ФКПТ                             | 5,001,676  | 3,176,331  | 2,198,547 | 27,220          | 183.75                  | Ісламабад          | ФКПТ             |
| Гуджранвала                      | 16,123,984 | 11,431,058 | 7,642,118 | 17,206          | 937.11                  | Гуджранвала        | Пенджаб          |
| Хазара                           | 5,325,121  | 3,505,581  | 2,701,257 | 17,194          | 309.70                  | Абботтабад         | Хайбер-Пахтунхва |
| Гайдарабад (включно з Банбхором) | 10,592,635 | 6,829,537  | 4,678,290 | 64,963          | 163.06                  | Гайдарабад         | Сінд             |
| Ісламабад                        | 2,006,572  | 805,235    | 340,286   | 906             | 2214.76                 | Ісламабад          | Ісламабад        |
| Калат                            | 2,509,230  | 1,457,722  | 1,044,174 | 140,612         | 17.85                   | Хуздар             | Белуджистан      |
| Карачі                           | 16,051,521 | 9,856,318  | 5,437,984 | 3,528           | 4549.75                 | Карачі             | Сінд             |
| Кохат                            | 2,218,971  | 1,307,969  | 758,772   | 7,012           | 316.45                  | Кохат              | Хайбер-Пахтунхва |
| Лахор                            | 19,398,081 | 12,015,649 | 7,183,097 | 11,727          | 1654.14                 | Лахор              | Пенджаб          |
| Ларкана                          | 6,192,380  | 4,210,650  | 2,746,201 | 15,543          | 398.40                  | Ларкана            | Сінд             |
| Макран                           | 1,489,015  | 832,753    | 652,602   | 52,067          | 28.60                   | Турбат             | Белуджистан      |
| Малаканд                         | 7,514,694  | 4,262,700  | 2,466,767 | 29,872          | 251.56                  | Сайду              | Хайбер-Пахтунхва |
| Мардан                           | 3,997,677  | 2,486,904  | 1,506,500 | 3,046           | 1312.43                 | Мардан             | Хайбер-Пахтунхва |
| Мірпур Хас                       | 4,228,683  | 2,585,417  | 1,501,882 | 28,171          | 150.11                  | Мірпур Хас         | Сінд             |
| Мултан                           | 12,265,161 | 8,447,557  | 5,408,561 | 17,935          | 683.87                  | Мултан             | Пенджаб          |
| Насірабад                        | 591,144    | 1,076,708  | 699,669   | 16,946          | 34.88                   | Дера Мурад Джамалі | Белуджистан      |
| Гілгіт-Балтистан                 |            | 910,000    | 562,000   | 72,520          |                         | Гілгіт             | Гілгіт-Балтистан |
| Пешавар                          | 7,403,817  | 3,923,588  | 2,281,752 | 4,001           | 1850.49                 | Пешавар            | Хайбер-Пахтунхва |
| Кветта                           | 4,174,562  | 1,699,957  | 880,618   | 64,310          | 64.91                   | Кветта             | Белуджистан      |
| Равалпінді                       | 10,007,821 | 6,659,528  | 4,432,729 | 22,255          | 449.69                  | Равалпінді         | Пенджаб          |
| Саргодха                         | 8,181,499  | 5,679,766  | 3,930,628 | 26,360          | 310.38                  | Саргодха           | Пенджаб          |
| Сахівал                          | 5,362,866  | 4,271,247  |           | 10,302          | 520.57                  | Сахівал            | Пенджаб          |
| Шахід Беназірабад                | 5,282,277  | 3,510,036  | 2,560,448 | 18,175          | 290.63                  | Шахід Беназірабад  | Сінд             |
| Сібі                             | 1,038,010  | 630,901    | 305,768   | 27,055          | 38.37                   | Сібі               | Белуджистан      |
| Суккур                           | 5,538,555  | 3,447,935  | 2,103,861 | 34,752          | 159.37                  | Суккур             | Сінд             |
| Жоб                              | 1,542,447  | 956,443    | 749,545   | 46,200          | 33.39                   | Лоралай            | Белуджистан      |